# کارل لودویگ هاردینگ
کارل لودویگ هاردینگ (انگلیسی: Karl Ludwig Harding؛ ۲۹ سپتامبر ۱۷۶۵ – ۳۱ اوت ۱۸۳۴) یک ستاره‌شناس اهل آلمان بود. او کاشف سحابی هلیکس است.